# W Motors
W Motors - эмиратская компания по производству спортивных автомобилей, основанная в Ливане в 2012 году и являющаяся первым разработчиком высокопроизводительных спортивных автомобилей класса люкс на Ближнем Востоке. Компания базируется в Дубае и занимается проектированием автомобилей, исследованиями и разработками, а также проектированием и производством автомобилей. W Motors также предоставляет автомобильные консультации в рамках своего подразделения специальных проектов.
Помимо разработки собственных автомобилей, W Motors разработала первый автомобиль для китайской дочерней компании ICONIQ Motors - ICONIQ Seven, полностью электрический многоцелевой автомобиль.
W Motors планирует начать развитие своего производственного предприятия в Дубае в 2019 году, а проект будет завершен в начале 2020 года. На предприятии будет производиться производство текущих и будущих моделей W Motors, включая электрические и автономные транспортные средства, и присоединиться к существующим. Студия дизайна W Motors в Дубае и ее флагманская галерея.